# Sinukjaure
Het Sinukjaure, Noord-Samisch: Sinukjávri, is een meer in Zweden. Het ligt in de gemeente Kiruna op minder dan tien kilometer van de grens met Noorwegen, op 55 km van Treriksröset, het drielandenpunt nog met Finland, en op ongeveer 600 meter hoogte boven zeeniveau. Het water uit het Sinukjaure stroomt door eerst een andere rivier naar de Tavvarivier, naar de Lainiorivier en verder.
meer Sinukjaure → Tavvarivier → Lainiorivier → Torne → Botnische Golf